# Extra EA-400
Extra EA-400 je šestsedežno enomotorno batno-gnano športno letalo nemškega proizvajalca Extra Flugzeugbau. EA-400 je grajen iz karbonskih vlaken, ima presurizirano kabino in visoko nameščeno kantilever krilo.

## Specifikacije (Extra EA-400)
Podatki iz Extra EA-400 Standard Specification, Pilots Information Manual
Splošne značilnosti
- Posadka: 1
- Število sedežev: 5 potnikov
- Dolžina: 9,57 m (31 ft 5 in)
- Razpon kril: 115 m (377 ft 4 in)
- Višina: 3,09 m (10 ft 2 in)
- Teža praznega letala: 1.430 kg (3.153 lb)
- Maks. vzletna teža: 1.999 kg (4.407 lb)
- Pogon letala: 1 × Continental TSIOL-550-C Voyager

6-valjni protibatni tekočinsko hlajeni protibatni motor s turbopolnilnikom in direktnim vbrizgom goriva, 261 kW (350 hp)  pri vzletu, 242 kW (325 hp) kontinuirano
Zmogljivost
- Potovalna hitrost: 348 km/h; 216 mph (188 kn) vozlov, 90% moči, na višini 3600 metrov
- Neprekoračljiva hitrost: 387 km/h; 241 mph (209 kn)
- Doseg: 3.889 km; 2.417 mi (2.100 nmi)
- Višina leta: 7.620 m (25.000 ft)
- Hitrost vzpenjanja: 7,1 m/s (1.400 ft/min) at MTOW - ISA